# Alan Tudyk
Alan Wray Tudyk (* 16. března 1971 El Paso, Texas, USA) je americký herec.
Na filmovém plátně debutoval v roce 1997 ve snímku 35 Miles from Normal, následně hrál například ve filmech 28 dní a Příběh rytíře. Daboval v animovaném snímku Doba ledová (2002), stejně tak i v jeho pokračováních. V letech 2002 a 2003 hrál postavu Washe ve sci-fi seriálu Firefly, přičemž tuto roli si zopakoval i ve filmu Serenity (2005). Dále se objevil například ve filmech Já, robot (2004), Zbouchnutá (2007) či Transformers 3 (2011). Hostoval v seriálech Frasier nebo Kriminálka Las Vegas, vedlejší postavy ztvárnil v seriálech V a Dům loutek. V sitcomu Zajatci předměstí hrál v letech 2011–2014 jednu z hlavních postav, taktéž v roce 2017 v sitcomu Powerless. Jako dabér účinkoval v animovaných seriálech (např. Americký táta a Griffinovi) a ve videohrách (např. Halo 3). Namluvil také postavy ve filmech, jako jsou Ledové království (2013), Velká šestka (2016) či Zootropolis: Město zvířat (2016), zahrál si i ve snímku Rogue One: Star Wars Story (2016).
V září 2016 se oženil s choreografkou Charissou Barton.

## Filmografie

### Film
| Rok  | Název                                 | Role                                              | Poznámky            |
| ---- | ------------------------------------- | ------------------------------------------------- | ------------------- |
| 1997 | 35 Miles from Normal                  | Trevor                                            |                     |
| 1998 | Doktor Flastr                         | Everton                                           |                     |
| 2000 | 28 dní                                | Gerhardt                                          |                     |
| 2000 | Skvělí chlapi                         | Sam Traxler                                       |                     |
| 2001 | Příběh rytíře                         | Wat                                               |                     |
| 2001 | Srdce v Atlantidě                     | Monte Man                                         |                     |
| 2002 | Doba ledová                           | Lenny (hlas)                                      |                     |
| 2004 | Vybíjená                              | pirát Steve                                       |                     |
| 2004 | Já, robot                             | Sonny                                             |                     |
| 2005 | RX                                    | Pepe                                              |                     |
| 2005 | Serenity                              | Hoban „Wash“ Washburne                            |                     |
| 2006 | Doba ledová 2: Obleva                 | Cholly (hlas)                                     |                     |
| 2007 | Horší než smrt                        | Simon                                             |                     |
| 2007 | Zbouchnutá                            | Jack                                              |                     |
| 2007 | 3:10 Vlak do Yumy                     | Potter                                            |                     |
| 2008 | Meet Market                           | Danny                                             |                     |
| 2009 | Bed Ridden                            | detektiv Kurtz                                    | krátkometrážní film |
| 2009 | The Ballad of G.I. Joe                | Shipwreck                                         | krátkometrážní film |
| 2009 | Astro Boy                             | pan Squeegee (hlas)                               |                     |
| 2010 | Tucker & Dale vs. Zlo                 | Tucker McGee                                      |                     |
| 2010 | Krásný chlapec                        | Eric                                              |                     |
| 2011 | Transformers 3                        | Dutch                                             |                     |
| 2011 | Alvin a Chipmunkové 3                 | Simone (hlas)                                     |                     |
| 2011 | Conception                            | Mark                                              |                     |
| 2012 | Strange Frame                         | Chat (hlas)                                       |                     |
| 2012 | Abraham Lincoln: Lovec upírů          | Stephen A. Douglas                                |                     |
| 2012 | Doba ledová 4: Země v pohybu          | Milton/Siréna (hlas)                              |                     |
| 2012 | Raubíř Ralf                           | král Cukřík (hlas)                                |                     |
| 2013 | 42                                    | Ben Chapman                                       |                     |
| 2013 | Ledové království                     | vévoda z Kradákova (hlas)                         |                     |
| 2014 | Probudím se zase včera                | Jack Roth                                         |                     |
| 2014 | Liga spravedlivých: Válka             | Superman (hlas)                                   |                     |
| 2014 | Vítejte u mě                          | Ted Thurber                                       |                     |
| 2014 | Son of a Barman                       | Bill Snyder                                       | krátkometrážní film |
| 2014 | Velká šestka                          | Alistair Krei (hlas)                              |                     |
| 2014 | Tell                                  | Morton                                            |                     |
| 2015 | Labyrint: Zkoušky ohněm               | Marcus                                            |                     |
| 2015 | Trumbo                                | Ian McLellan Hunter                               |                     |
| 2015 | Oddball a tučňáci                     | Bradley Slater                                    |                     |
| 2016 | Zootropolis: Město zvířat             | Lasičák (hlas)                                    |                     |
| 2016 | Odvážná Vaiana: Legenda o konci světa | Heihei/vesničan (hlas)                            |                     |
| 2016 | Rogue One: Star Wars Story            | K-2SO                                             |                     |
| 2018 | Deadpool 2                            | buran                                             | cameo               |
| 2018 | Raubíř Ralf a internet                | Vševěd (hlas)                                     |                     |
| 2019 | Aladin                                | Iago (hlas)                                       |                     |
| 2019 | Ledové království II                  | voják, velitel seveřanů, Arendellský voják (hlas) |                     |
| 2020 | Eat Wheaties!                         | Duncan Lambert                                    |                     |
| 2021 | Raya a drak                           | Tuk Tuk (hlas)                                    |                     |
| 2021 | Hra na Boha                           | Ben                                               |                     |
| 2021 | Encanto                               | Pico (hlas)                                       |                     |
| 2021 | Distancing Socially                   | Noel                                              |                     |

### Televize
| Rok                 | Název                                      | Role                                             | Poznámky                           |
| ------------------- | ------------------------------------------ | ------------------------------------------------ | ---------------------------------- |
| 2000                | Strangers with Candy                       | otec                                             | 2 díly                             |
| 2000                | Frasier                                    | Todd Peterson                                    | díl: „Frasierův vytříbený styl“    |
| 2002–2003           | Firefly                                    | Hoban „Wash“ Washburne                           | hlavní role; 15 dílů               |
| 2005–13             | Arrested Development                       | pastor Veal                                      | 3 díly                             |
| 2005                | Na Západ                                   | Nathan Wheeler                                   | díl: „Wheel to the Stars“          |
| 2006                | Capitol Law                                | Walker Eliot                                     | pilot                              |
| 2006                | Kriminálka Las Vegas                       | Carl Fisher                                      | díl: „Vyhaslý“                     |
| 2008                | Fourplay                                   | Drew                                             | pilot                              |
| 2008                | Play or Be Played                          | Charlie                                          | pilot                              |
| 2009                | PG Porn                                    | Bob                                              | díl: „High Poon“                   |
| 2009                | V                                          | Dale Maddox                                      | 3 díly                             |
| 2009–10             | Dům loutek                                 | Alpha                                            | 5 dílů                             |
| 2009–10             | Glenn Martin DDS                           | různé hlasy                                      | 5 dí                               |
| 2010                | The Rockford Files                         | detektiv Dennis Becker                           | pilot                              |
| 2010–11             | Batman: Odvážný hrdina                     | Barry Allen / The Flash (hlas)                   | 2 díly                             |
| 2010–13, 2019–dosud | Young Justice                              | Green Arrow, Psimon, Captain Cold (hlas)         | 10 dílů                            |
| 2011–16             | Robot Chicken                              | Pinky, Jeff Foxworthy, Jor-El, Lego hasič (hlas) | 3 díly                             |
| 2011, 2013          | Americký táta                              | různé hlasy                                      | 2 díly                             |
| 2011                | Griffinovi                                 | německý pilot (hlas)                             | díl: „Stařík, co pamatuje Hitlera“ |
| 2011–12             | The Life & Times of Tim                    | Rodrigo, Arthur, Debbie (hlas)                   | 3 díly                             |
| 2011                | Good Vibes                                 | Lonnie, ředitel Gurniel, Brock Stone, pan Proper | 12 dílů                            |
| 2011–14             | Zajatci předměstí                          | dr. Noah Werner                                  | 45 dílů                            |
| 2012                | Phineas a Ferb                             | různé hlasy                                      | díl: „Sipping with the Enemy“      |
| 2012                | Napoleon Dynamite                          | strážník Elwood (hlas)                           | díl: „Ligertown“                   |
| 2012                | NTSF:SD:SUV::                              | Sven                                             | díl: „The Real Bicycle Thief“      |
| 2012                | Robot a příšerka                           | bláznivý bratranec Gizmo                         | díl: „The Party“                   |
| 2014                | The Team Unicorn Saturday Action Fun Hour! | Chummy Cherub, Sad Tree                          | díl: „Pilot“                       |
| 2014                | Strážce pořádku                            | Elias Marcos                                     | díl: „Shot All to Hell“            |
| 2014                | Chozen                                     | různé hlasy                                      | 5 dílů                             |
| 2014                | TripTank                                   | Terrence, Bootfucker (hlas)                      | 2 díly                             |
| 2014–15             | Newsreaders                                | Reagan Biscayne                                  | 14 dílů                            |
| 2014                | Comedy Bang! Bang!                         | Ray                                              | 1 díl                              |
| 2015                | Čas na dobrodružství                       | různé hlasy                                      | 2 díly                             |
| 2015                | Rick a Morty                               | Chris (hlas)                                     | díl: „Rickové musí být šílení“     |
| 2015–2019           | Star proti silám zla                       | Ludo Avarius, River Butterfly (hlas)             | 30 dílů                            |
| 2015–16             | Dobrodružství Kocoura v botách             | Uli (hlas)                                       | 10 dílů                            |
| 2016                | Clarence                                   | Stewart Dan (hlas)                               | díl: „Plane Excited“               |
| 2017                | Powerless                                  | Van Wayne                                        | hlavní role; 9 dílů                |
| 2017                | Dirk Gently's Holistic Detective Agency    | pan Osmund Priest                                | 8 dílů                             |
| 2017                | The Tick                                   | Dangerboat (hlas)                                | 3 díly                             |
| 2018–dosud          | Velká šestka: Baymax se vrací              | Alistair Krei (hlas)                             | 8 dílů                             |
| 2018–dosud          | LEGO Star Wars: All Stars                  | K-2SO (hlas)                                     | 1 díl                              |
| 2019–dosud          | Doom Patrol                                | Eric Morden / Mr. Nobody                         | hlavní role                        |
| 2019                | Harley Quinn                               | Joker (hlas)                                     | hlavní role                        |
| 2020                | Larry, kroť se                             | Boris                                            | díl: „Sunrise party“               |
| 2020                | Resident Alien                             | Kapitán Hah Re / Dr. Harry Vanderspeigle         | hlavní role                        |
| 2021                | Devil May Care                             | Ďábel (hlas)                                     |                                    |
| 2022                | Ark: The Animated Series                   | Kapitán (hlas)                                   |                                    |

### Videohry
| Rok  | Název                              | Role           |
| ---- | ---------------------------------- | -------------- |
| 2006 | Ice Age 2: The Meltdown            | Cholly         |
| 2007 | Halo 3                             | Marine         |
| 2007 | Defense Grid: The Awakening        | Simon          |
| 2009 | Halo 3: ODST                       | Mickey         |
| 2009 | Astro Boy: The Video Game          | Pan Windex     |
| 2013 | Injustice: Gods Among Us           | Green Arrow    |
| 2014 | Call of Duty: Advanced Warfare     | Různé hlasy    |
| 2015 | Infinite Crisis                    | Green Arrow    |
| 2016 | Master of Orion: Conquer the Stars | Psilon Advisor |
| 2017 | Injustice 2                        | Green Arrow    |

### Divadlo
| Rok  | Název                           | Role                                     | Poznámky                                                         |
| ---- | ------------------------------- | ---------------------------------------- | ---------------------------------------------------------------- |
| 1999 | Epic Proportions                | Benny Bennet                             | Helen Hayes Theatre                                              |
| 2005 | Spamalot                        | Sir Lancelot                             | Shubert Theatre                                                  |
| 2007 | Prelude to a Kiss               | Peter                                    | Roundabout Theatre Company                                       |
| 2009 | An Evening Without Monty Python | sám sebe                                 | Ricardo Montalbán Theatre (Los Angeles) The Town Hall (New York) |
| 2019 | Mysterious Circumstances        | Richard Lancelyn Green / Sherlock Holmes | Geffen Playhouse                                                 |

### Internet
| Rok     | Název    | Role        | Poznámky                                             |
| ------- | -------- | ----------- | ---------------------------------------------------- |
| 2014    | TableTop | sám sebe    | díl: „Forbidden Desert“                              |
| 2015–17 | Con Man  | Wray Nerely | také tvůrce, scenárista, režisér a výkonný producent |

## Ocenění a nominace
| Rok  | Ocenění                              | Kategorie                                                     | Práce                                 | Výsledek  |
| ---- | ------------------------------------ | ------------------------------------------------------------- | ------------------------------------- | --------- |
| 2005 | MTV Movie Awards                     | nejlepší filmový tým                                          | Vybíjená                              | nominace  |
| 2008 | Screen Actors Guild Awards           | nejlepší filmové obsazení                                     | 3:10 Vlak do Yumy                     | nominace  |
| 2011 | Fright Meter Awards                  | nejlepší herec                                                | Tucker & Dale vs. Zlo                 | nominace  |
| 2013 | Cena Annie                           | nejlepší dabing v animovaném filmu                            | Raubíř Ralf                           | vítězství |
| 2013 | Behind the Voice Actors Awards       | nejlepší dabing herce v hlavní roli: film                     | Raubíř Ralf                           | vítězství |
| 2013 | Behind the Voice Actors Awards       | nejlepší dabing obsazení: film                                | Raubíř Ralf                           | vítězství |
| 2013 | Behind the Voice Actors Awards       | nejlepší dabing obsazení: film                                | Doba ledová 4: Země v pohybu          | nominace  |
| 2013 | Behind the Voice Actors Awards       | nejlepší dabing obsazení: nový televizní seriál               | Robot a příšerka                      | nominace  |
| 2013 | Behind the Voice Actors Awards       | objev roku: herec                                             |                                       | nominace  |
| 2014 | Behind the Voice Actors Awards       | nejlepší dabing obsazení: film                                | Ledové království                     | vítězství |
| 2015 | Behind the Voice Actors Awards       | nejlepší dabing obsazení: film                                | Velká šestka                          | nominace  |
| 2016 | Cena Annie                           | nejlepší dabing v animovaném seriálu                          | Star proti silám zla                  | nominace  |
| 2016 | Indiana Film Journalists Association | nejlepší hlasový/motion capture výkon                         | Rogue One: Star Wars Story            | vítězství |
| 2016 | Screen Actors Guild Awards           | nejlepší filmové obsazení                                     | Trumbo                                | nominace  |
| 2017 | Behind the Voice Actors Awards       | nejlepší dabing obsazení: televizní seriál                    | Star proti silám zla                  | nominace  |
| 2017 | Behind the Voice Actors Awards       | nejlepší dabing obsazení: film                                | Odvážná Vaiana: Legenda o konci světa | nominace  |
| 2017 | Behind the Voice Actors Awards       | nejlepší dabing obsazení: film                                | Zootropolis: Město zvířat             | nominace  |
| 2017 | Behind the Voice Actors Awards       | nejlepší dabing herce v hlavní roli: film                     | Rogue One: Star Wars Story            | nominace  |
| 2017 | Cena Emmy                            | nejlepší herec v krátkometrážní formě seriálu (komedie/drama) | Con Man                               | nominace  |
|      | Kids' Choice Awards                  | nejlepší tým                                                  | Rogue One: Star Wars Story            | nominace  |